# Parton (Copeland)
Parton – wieś w Anglii, w Kumbrii, w dystrykcie (unitary authority) Cumberland. Leży 55 km na południowy zachód od miasta Carlisle i 411 km na północny zachód od Londynu. W 2001 miejscowość liczyła 924 mieszkańców.